# 2019年美韓朝三方會談
2019年6月朝美首腦會談，又稱第三次朝美首腦會談、第三次特金會或特金三會，於2019年6月30日在板門店（共同警备区）南部自由之家舉行，会谈双方为时任美國總統當勞·特朗普與朝鮮勞動黨委員長兼朝鮮國務委員會委員長金正恩。這次會談由特朗普在6月28日提议，平壤於同日同意，促使會談成功舉行。期間，川普短暫踏過三八線朝著板門店北部統一閣的方向走了數步並於台階前合影，象徵現任美國總統自韓戰後首次到訪朝鲜民主主义人民共和国。

## 背景

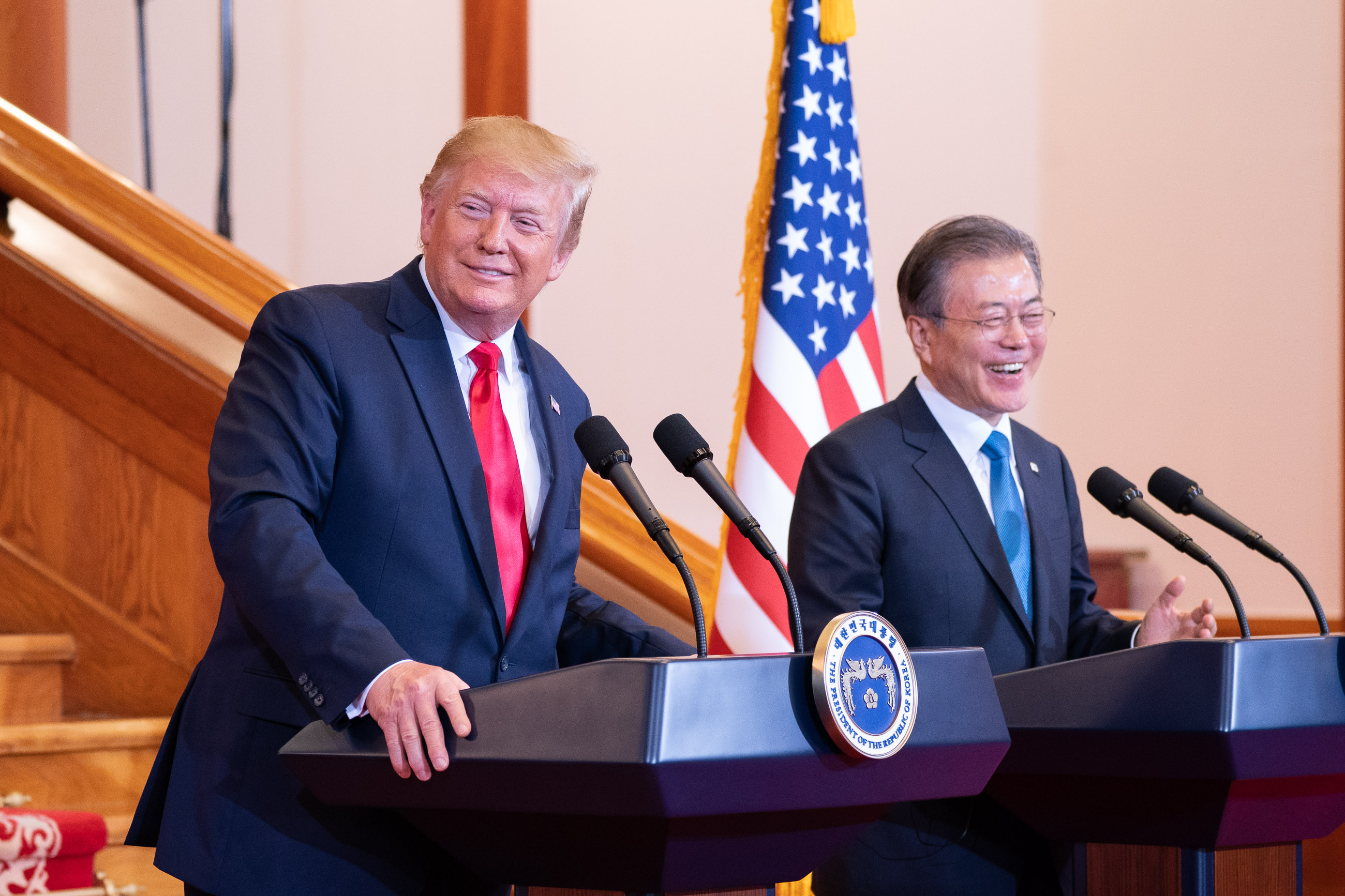
特朗普和文在寅在青瓦台聯合記者會上宣佈是次會談

為解決朝鮮半島核問題，美國總統特朗普和朝鮮最高領導人金正恩於2019年2月27及28日在越南首都河內舉行會談，但談判最終破裂，未能達成協定。雖然如此，兩國仍然強調會繼續保持對話。同年6月12日，特朗普向記者表示收到金正恩的親筆信，又稱該信「非常私人、溫暖和美麗」，故他深信二人的關係「非常好」。接著，金正恩於6月23日收到特朗普的回信，前者對信的內容「表示滿意」，並將「慎重考慮」其中「有趣的」提議。
6月29日早上，正在日本大阪出席二十國集團峰會的特朗普在其社交媒體Twitter中表示將於明日到訪大韓民國，又稱如果可以的話，會和金正恩在板門店握手和問好（shake his hand and say hello）。5小時後，朝鮮外務省副相崔善姬作出回應，指特朗普的建議「相當有趣」，並要求美方發出正式通知。當天晚上，崔善姬又與美國國務院對北政策特別代表史蒂芬·比根在板門店會面，被南韓傳媒解讀為兩國籌備新一次的首腦會談。

## 會談過程

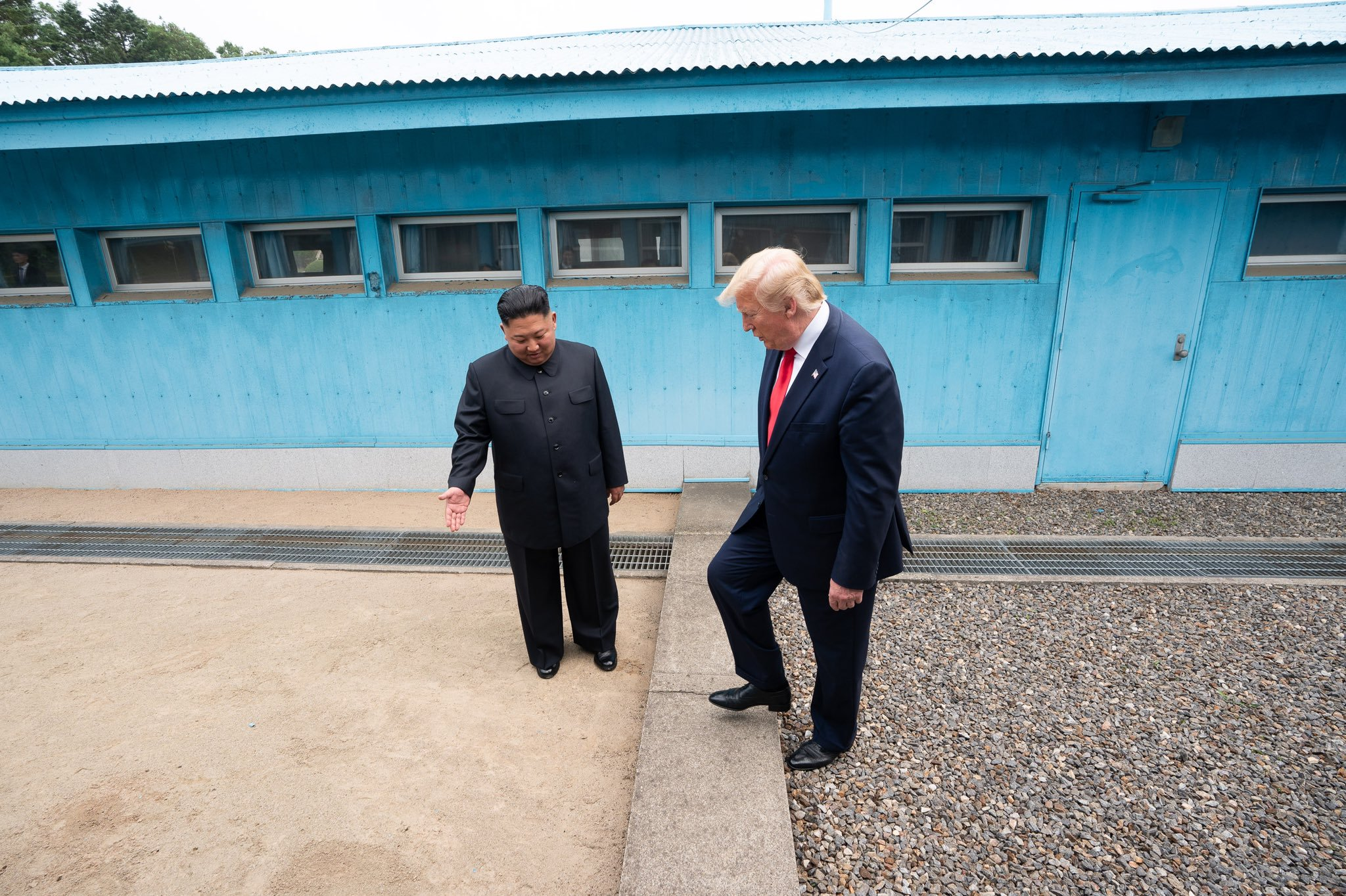
特朗普在6月30日下午3時45分越過三八線，成為首位自朝鮮戰爭後進入朝鮮的在任美國總統

特朗普於6月30日早到抵達大韓民國，並與該國總統文在寅舉行會談。會談後，二人一同前往板門店。下午3時45分，金正恩與二人會合，特朗普隨著金正恩徒步越過三八線進入朝鮮民主主義人民共和國國境並合照留念，成为自1948年朝鲜民主主义人民共和国建立后首位踏上朝鲜领土的在任美国总统。接著，二人返回板門店南方，並表示很高興看到對方，雙方應忘記過去、放眼未來。此外，特朗普被在場的記者問到會否邀請金正恩訪問美國時，作出了確定的答覆。
之後，二人轉移到自由之家正式展開會談，這是兩國首腦自河內會談破裂後再次會晤。這次的會晤分為公開和閉門會談。在公開會談中，金正恩指對特朗普邀請他見面感到吃驚，又稱長期處於敵對狀態的兩國元首和平握手，象徵著「昨天與今天的不同」。接著還補充如我們沒有良好的關係就不會在短短一日落實見面。今後，二人將會繼續保持良好關係以克服困難。特朗普表示在他當選總統之前朝鮮半島處於緊張狀態，但如今的發展已「具有重大意義」。之後，二人舉行閉門會談。下午4時53分，會談結束，特朗普和文在寅送別返回平壤的金正恩，整個首腦會談歷時68分鐘。在記者會上，特朗普稱國務卿邁克·蓬佩奧會組成一個為期兩至三星期的工作小組進行協商，意味著兩國在這次的會談中獲得協定。此外，對於解除對北韓的經濟制裁，他認為如果繼續進行談判，是有可能解除的。

## 後續

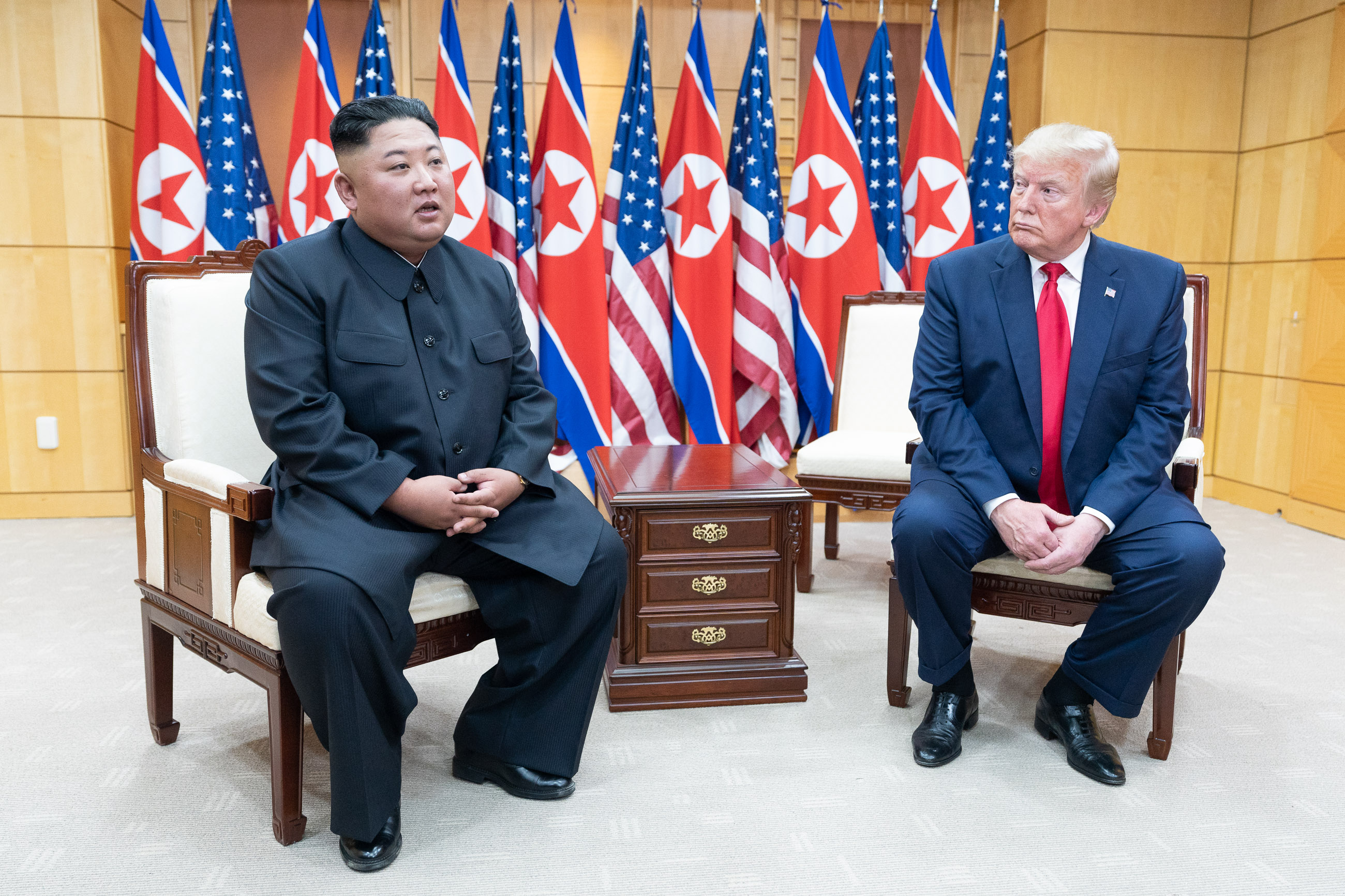
特朗普和金正恩在閉門會談結束後會見記者

華盛頓和平壤於會談結束後均同意重啟停擺多月的工作小組以解決北韓核問題。特朗普已任命邁克·蓬佩奧負責此專案，預計兩國會在7月中返回談判桌。史蒂芬·比根透露美方或者會在過程中作出一些讓步，比如提供人道援助和在雙方的首都設立聯絡辦公室。另一方面，青瓦台透露金正恩於會談翌日向文在寅致謝，但拒絕公開其內容。就何時舉行另一次的南北韓首腦會談，南韓統一部表示政府會按照北韓和美國之後的談判結果再作「慎重考慮」。

## 評論和報導
這次的首腦會談得到普遍的好評。文在寅認為會談能使朝鮮半島無核化及半島的永久和平「邁向一步」，並且歸功於特朗普促成會談。特朗普也對會談感到滿意，他在Twitter中寫道﹕「這三天發生了很多美好的事情，這一切，至少大部份都是對美國好的事」。在北韓，官方同樣給予了會談正面的評價。《勞動新聞》指兩國最高領導人在這次的「歷史性的會談」中願意一同緩和朝鮮半島的緊張局勢，消除當中的絆腳石。
南韓朝野也對首腦會談感到滿意。執政黨共同民主黨代表李海瓚稱會談是朝鮮半島實現和平的「又一個里程碑」，又指會談能夠迅速進行是因為兩韓和美國之間的互相信任。自由韓國黨代表黃教安認為美國和北韓最高領導人在板門店對話本身就有重大意義，希望此次會談能成為解決北韓核問題的開端。正未來黨首席發言人崔道子稱會晤將結束對立和反目時代，開創新的歷史。南韓進步派傳媒大都對會談給予正面評價。《韓民族日報》認為這次會談使而美國決定舉行工作會談，打開了該國和北韓持續多時的僵局。《京鄉新聞》在社評指出會談雖然沒有達成聲明或簽寫協議書，但考慮到板門店是地球上唯一的冷戰現場，故不得不說是「歷史的重大一頁」。同時，該報還主張是次會談取得的實質性成果是兩國恢復工作談判。反觀，親保守派的《東亞日報》覺得會談能否稱得上成功實在言之盡早，一切還須留待觀察。《中央日報》有同樣的見解，寫道﹕「如果北韓實現無核化，後世的歷史學家將會視此次會面為歷史性事件，否則的話就無法擺脫是場政治秀的嚴厲批評」。南韓民間普遍滿意會談成果。報章《Ohmynews》在會談舉行後的兩日委托調查機構Realmeter訪問501名成年公民。結果發現62.7%的受訪者對會談給予正面評價，持負面評價的為29%。同時，93%的受訪者滿意文在寅對北韓的政策。另一個在會談後進行的民意調查顯示文在寅的支持率升至52.4%，是自去年11月以來的新高。此外，其所屬的共同民主黨支持率也有所上升，達42.1%。
美國和世界傳媒對會談給予不一的評價。美聯社認為特朗普與金正恩一同跨過三八線是「歷史性的」場景。CNN同樣指這是「歷史性瞬間」，並相信兩國的關係將有重大進展。路透社覺得會談表現了「希望與和平」。《紐約時報》一方面認為特朗普使中斷的對話再次活躍起來，但同時批評他面裡不一的對朝政策。另外，特朗普的板門店之行並得不到民主黨人的支持。聯邦參議員伊利沙伯·禾倫在Twitter上批評特朗普不應跟金正恩這樣的獨裁者互通書信和合照。伯尼·桑德斯指會談無疑引起全球注目，但同時反問特朗普之後打算如何解決北韓核問題。

## 資料來源
1. ↑  . 韓聯社. 2019-01-19  [2019-06-30]. （原始内容存档于2018-09-08） （韩语）.
2. 1 2  . 韓聯社. 2019-01-19  [2019-06-30]. （原始内容存档于2018-09-08） （韩语）.
3. ↑  . 韩民族日报. 2019-02-28  [2019-02-28]. （原始内容存档于2018-09-08） （韩语）.
4. ↑  . 韩民族日报. 2019-02-28  [2019-02-28]. （原始内容存档于2018-09-08） （韩语）.
5. ↑  . 韓聯社. 2019-03-01  [2019-03-01]. （原始内容存档于2018-09-08） （韩语）.
6. ↑  . 韓民族日報. 2019-06-12  [2019-06-30]. （原始内容存档于2018-09-08） （韩语）.
7. ↑  . 勞動新聞. 2019-06-23  [2019-06-30]. （原始内容存档于2020-09-20）.
8. ↑  . 韓聯社. 2019-06-29  [2019-06-30]. （原始内容存档于2018-09-08） （韩语）.
9. ↑  . 韓聯社. 2019-06-29  [2019-06-30]. （原始内容存档于2019-06-30） （韩语）.
10. ↑  . 韓民族日報. 2019-06-30  [2019-06-30]. （原始内容存档于2018-09-08） （韩语）.
11. 1 2 3 4 5 6 7  . 韓聯社. 2019-06-30  [2019-06-30]. （原始内容存档于2018-09-08） （韩语）.
12. 1 2  . 韓聯社. 2019-06-30  [2019-06-30]. （原始内容存档于2018-09-08） （韩语）.
13. 1 2  . 韓聯社. 2019-06-30  [2019-06-30]. （原始内容存档于2018-09-08） （韩语）.
14. ↑  . 華盛頓郵報. 2019-07-01  [2019-07-04]. （原始内容存档于2019-09-18）.
15. ↑  . ABC News. 2019-07-01  [2019-07-04]. （原始内容存档于2019-07-03）.
16. ↑  . 韓國時報. 2019-07-03  [2019-07-04]. （原始内容存档于2020-09-27）.
17. ↑  . 韓聯社. 2019-07-03  [2019-07-04]. （原始内容存档于2018-09-08） （韩语）.
18. ↑  . 韓聯社. 2019-07-04  [2019-07-04]. （原始内容存档于2018-09-08） （韩语）.
19. ↑  . 韓聯社. 2019-07-01  [2019-07-01]. （原始内容存档于2018-09-08） （韩语）.
20. ↑  . 勞動新聞. 2019-07-01  [2019-07-01]. （原始内容存档于2020-09-24）.
21. ↑  . News1. 2019-07-01  [2019-07-01]. （原始内容存档于2019-09-18） （韩语）.
22. ↑  . 韓聯社. 2019-06-30  [2019-07-01]. （原始内容存档于2018-09-08） （韩语）.
23. ↑  . 韓國經濟. 2019-06-30  [2019-07-01]. （原始内容存档于2019-07-01） （韩语）.
24. 1 2 3 4  . 今日媒體. 2019-07-01  [2019-07-02]. （原始内容存档于2019-09-18） （韩语）.
25. 1 2  . Ohmynews. 2019-07-01  [2019-07-03]. （原始内容存档于2020-11-20） （韩语）.
26. 1 2  . 韓聯社. 2019-07-04  [2019-07-04]. （原始内容存档于2018-09-08） （韩语）.
27. 1 2 3 4  . 韓聯社. 2019-06-30  [2019-07-01]. （原始内容存档于2018-09-08） （韩语）.
28. 1 2  . Irish Times. 2019-06-30  [2019-07-01]. （原始内容存档于2020-11-07）.